# (31513) Lafazan
1999 CV92 (asteroide 31513) é um asteroide da cintura principal. Possui uma excentricidade de 0.13945430 e uma inclinação de 7.84133º.
Este asteroide foi descoberto no dia 10 de fevereiro de 1999 por LINEAR em Socorro.